# Pleuelgeige

Animation, Pleuelgeige in Gelb

Als Pleuelgeige bezeichnet man bei Kolbenmotoren und -verdichtern den für eine vollständige Umdrehung der Kurbelwelle benötigten Platzbedarf des Pleuels.
Der Begriff rührt aus der einer Geige ähnelnden Kontur her, den die äußersten Punkte des Pleuels während einer Drehung beschreiben. Bei der Konstruktion des Kurbelgehäuses muss ausreichend Freigang zwischen Pleuel und Gehäuse gewährleistet werden.